# 修辱
《修辱》（法語：La Religieuse），在2013年，由纪尧姆·尼克卢執導的法國劇情片，也是自從1966年最為爭議性禁播片。影片根据狄德罗的同名作品改编。
主演为二位樣子甜美的波利娜·艾蒂安、路易丝·布古安和歐洲影后的伊莎貝·雨蓓。
它获得第63屆柏林電影節提名，以及第4屆梅格奬2項提名。

## 故事
1760年的法國，私生女施素珊遭家人離棄。他們無視素珊的意願，執意把她送往修道院，為母親贖罪。之後對事件內容另有文章。

## 外部連結
- 互联网电影数据库（IMDb）上《修辱》的资料（英文）
- AllMovie上《修辱》的资料（英文）
- 爛番茄上《修辱》的資料（英文）
- Yahoo!電影上《修辱》的頁面 （繁體中文）
- 開眼電影網上《情慾修道院 （页面存档备份，存于）》的資料 （繁體中文）